# Stefan Dorra
Stefan H. Dorra (* 30. Juli 1958 in Soltau) ist ein deutscher Spieleautor. 

## Leben
Stefan Dorra studierte an der Leibniz-Universität-Hannover und arbeitet als Sprachheilpädagoge an einer Förderschule mit körperbehinderten Schülern. Er lebt in der Nähe von Hildesheim und erfindet nebenberuflich Brett-, Karten- und Kinderspiele. Stefan Dorra ist verheiratet und hat vier Kinder.
Dorras erstes Spiel Razzia erschien 1992 im Ravensburger Spieleverlag und schaffte es auf die Auswahlliste zum Kritikerpreis Spiel des Jahres. Weitere ausgezeichnete Kartenspiele, Kinderspiele und Brettspiele folgten. Inzwischen veröffentlichte Dorra über 50 Gesellschaftsspiele, von denen die meisten auch von ausländischen Verlagen veröffentlicht wurden. Mehrere Spiele entstanden gemeinsam mit anderen Spieleautoren. Manfred Reindl und Stefan Dorra beschäftigen sich gemeinsam insbesondere mit der Entwicklung neuer Kinderspiele. In der Zusammenarbeit zwischen Ralf zur Linde und Stefan Dorra entstanden mehrere interessante und etwas komplexere Brett- und Familienspiele.  

## Ludografie (Auswahl)
| - 1992: Razzia (Ravensburger) - 1992: Genesis (spielbox, W. Nostheide Verlag GmbH) - 1994: Olympia 2000 (v. Chr.) (Hans im Glück) - 1994: Intrige (amigo, F.X. Schmid) - 1995: Linie 1 (Goldsieber Spiele) - 1996: Yucata (Hans im Glück) - 1996: Um Kopf und Kragen (Berliner Spielkarten) - 1996: Schwarzmarkt (amigo) - 1996: Schloss Rabenstein (Piatnik) - 1996: Die Safeknacker (ASS Altenburger Spielkarten) - 1996: MarraCash (Kosmos Spiele) - 1997: Volle Hütte (ASS Altenburger Spielkarten) - 1997: Njet! (Goldsieber Spiele) - 1997: For Sale (Ravensburger) - 1997: Banque Fatale (Blatz) - 1997: Zum Kuckuck (F.X. Schmid) - 1998: Tonga Bonga (Ravensburger) - 1999: Hex-Hex (Schmidt Spiele) - 2000: Riffifi (Winning Moves) - 2001: Land unter (Berliner Spielkarten/amigo) - 2001: Hick Hack in Gackelwack (Zoch Verlag) - 2001: Medina (Hans im Glück, Rio Grande Games) - 2001: Hick Hack in Gackelwack (Zoch Verlag) - 2001: Medina (Hans im Glück, Rio Grande Games) - 2002: Alles im Eimer (Kosmos Spiele) - 2003: Die Sieben Siegel (amigo; später Wizard Extreme) - 2005: Kreta (Goldsieber Spiele) - 2005: Amazonas (Kosmos Spiele) | - 2006: Salamanca (Zoch Verlag) - 2006: Seeräuber (Queen Games) - 2007: Apache (abacus) - 2008: Enuk (Queen Games) - 2009: Tonga Island (Ravensburger) - 2009: Tintenklecks (Kallmeyer) - 2009: Terra Kids: Wo leben Tiere? (HABA) - 2009: Shaun das Schaf: Köttel-Alarm (Kosmos Spiele) - 2009: El Paso (Zoch Verlag) - 2009: Make 'n' Break Challenge (Ravensburger; Variante von Make ’n’ Break) - 2010: Schweinebande (Hans im Glück) - 2010: Ranking (Hans im Glück, Rio Grande Games) - 2011: Pergamon (mit Ralf zur Linde; eggertspiele, IELLO) - 2011: Eselsbrücke (mit Ralf zur Linde; Schmidt Spiele) - 2012: Milestones (mit Ralf zur Linde; Pegasus Spiele) - 2013: Pasha (White Goblin Games) - 2013: Feuer & Flamme (mit Manfred Reindl; HUCH!) - 2013: Banana Party (Queen Games) - 2014: Medina (Neuauflage; Gigamic, Stronghold Games, White Goblin Games) - 2014: Häuptling Bumm-ba-Bumm (HABA) - 2014: Alles im Eimer 3D (Kosmos Spiele) - 2015: Gum Gum Machine (HUCH!) - 2016: Meduris: Der Ruf der Götter (HABA) - 2016: Dschungelbande (Kosmos Spiele) - 2016: Hellas (White Goblin Games) - 2017: Valetta (Hans im Glück, Z-Man Games) |

## Auszeichnungen
| - Spiel des Jahres - Razzia, Ravensburger, Auswahlliste zum Spiel des Jahres 1992 - Linie 1, Goldsieber, Auswahlliste zum Spiel des Jahres 1995 - Tonga Bonga, Ravensburger, Auswahlliste zum Spiel des Jahres 1998 - Land unter, Berliner Spielkarten, Auswahlliste zum Spiel des Jahres 2001 - Alles im Eimer, Kosmos, Auswahlliste zum Spiel des Jahres 2002 - Die sieben Siegel, Amigo, Empfehlungsliste zum Spiel des Jahres 2003 - Seeräuber, Queen Games, nominiert zum Spiel des Jahres 2006 - Eselsbrücke, Schmidt Spiele, nominiert zum Spiel des Jahres 2011 - Kinderspiel des Jahres - Land in Sicht, Ravensburger, nominiert zum Kinderspiel des Jahres 2009 - Zieh Leine, Flynn (Moses-Verlag): Empfehlungsliste des Kritikerpreises Kinderspiel des Jahres 2014 - Dschungelbande (Kosmos): Empfehlungsliste des Kritikerpreises Kinderspiel des Jahres 2016 - Deutscher Spiele Preis - Razzia, Ravensburger, Deutscher Spielepreis 1992, 9. Platz - Intrige, F.X. Schmid, Deutscher Spielepreis 1994, 4. Platz - Linie 1, Goldsieber, Deutscher Spielepreis 1995, 2. Platz - MarraCash, Kosmos, Deutscher Spielepreis 1996, 6. Platz - Yucata, Hans im Glück, Deutscher Spielepreis 1996, 7. Platz - Medina, Hans im Glück, Deutscher Spielepreis 2001, 2. Platz | - à la carte Kartenspielpreis - Razzia, Ravensburger, 1992, 6. Platz - Olympia 2000 v. Chr., Hans im Glück, 1994, 6. Platz - Njet, Goldsieber, 1997, 7. Platz - Zum Kuckuck, F.X. Schmid, 1997, 4. Platz - Land unter, Berliner Spielkarten, 2001, 3. Platz - Alles im Eimer, Kosmos, 2002, 3. Platz - Die sieben Siegel, Amigo, 2004, 4. Platz - Spiel der Spiele - Alles im Eimer, Kosmos, Spiele für Familien 2002 - Feuer & Flamme, Huch & Friends, Sonderpreis Spiel der Spiele 2013 - Gum Gum Machine (mit Ralf zur Linde), Huch & Friends, Spiele Hit mit Freunden 2016 |